# Ricardo Sá Pinto
Pour les articles homonymes, voir Pinto.
da Silva Sá Pinto est un nom portugais ; le premier nom de famille (d'usage facultatif) est da Silva et le second est Sá Pinto.
Ricardo Sá Pinto, de son nom complet Ricardo Manuel da Silva Sá Pinto, né le 10 octobre 1972 à Porto au Portugal, est un ancien footballeur international portugais reconverti entraîneur, qui évoluait au poste de milieu offensif et d'attaquant.
En tant que joueur, il était connu pour son esprit combatif, mieux démontré lors de ses passages au Sporting CP, où il était surnommé « Ricardo Cœur de Lion » par les fans du club. Au cours d'une carrière écourtée par une blessure et une suspension, il a disputé 230 matchs de Primeira Liga (marquant 51 buts), jouant également pour la Real Sociedad et le Standard de Liège.
Sá Pinto a également représenté l'équipe nationale du Portugal dans deux championnats d'Europe, atteignant les demi-finales de l'Euro 2000. Il a commencé à travailler comme manager au Sporting en 2012 et a également travaillé dans dix pays étrangers.

## Biographie

### Joueur
Il réalise sa formation au FC Porto mais commence sa carrière professionnelle au SC Salgueiros en 1992 où il reste jusqu'en 1994. Il rejoint ensuite le club lisboète du Sporting Portugal, qui le recrute pour 1 million d'euros. Il reste trois saisons.
En 1997, il rejoint le club espagnol de la Real Sociedad avant de revenir au Sporting Portugal. Le 27 juillet 2006, il signe un contrat d'un an avec le Standard de Liège. En fin de saison, celui qu'on surnomme "Ricardo cœur de lion", prend sa retraite.

### Entraîneur

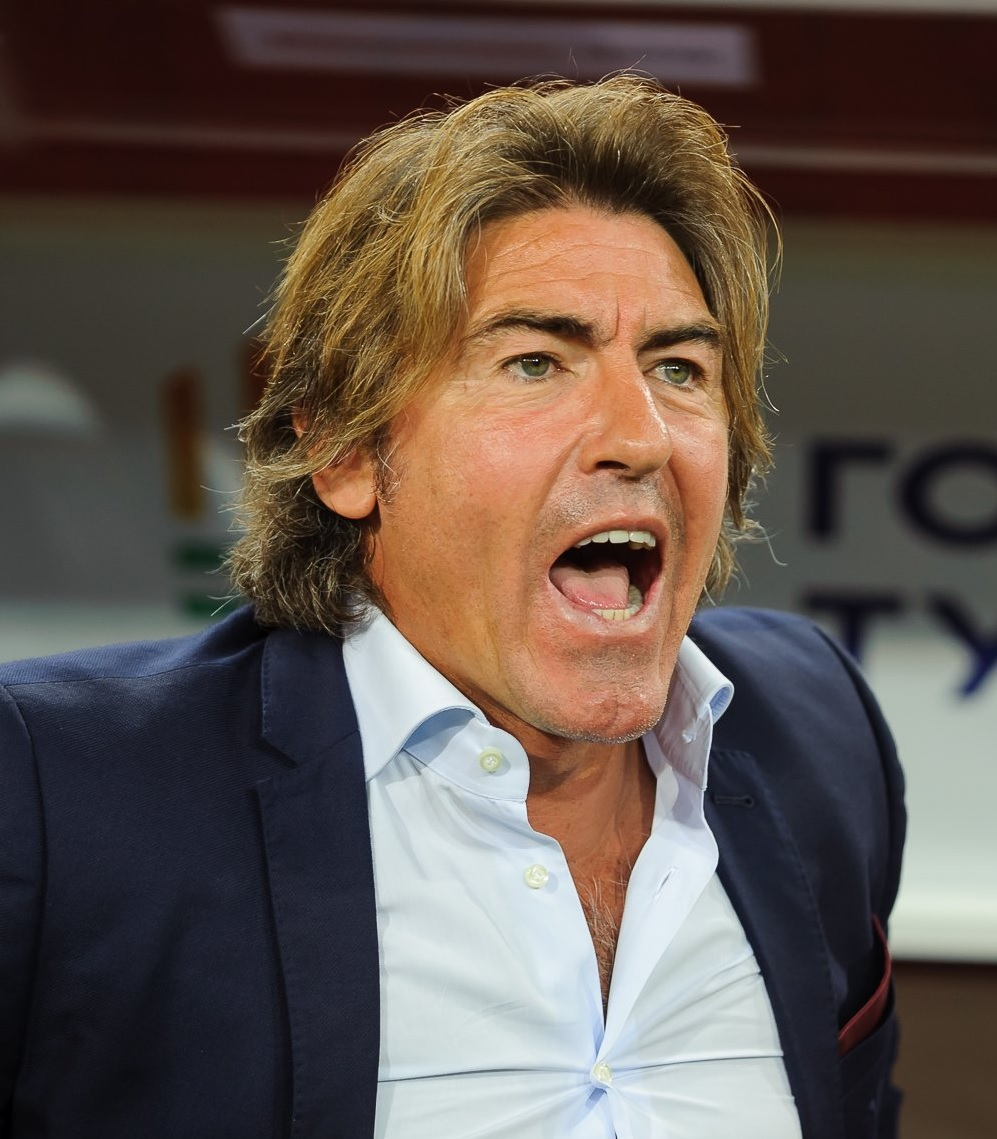
Sá Pinto sur le banc de Braga en 2019

En novembre 2009, il devient directeur sportif du Sporting CP, en remplacement de Pedro Barbosa et à la suite du licenciement de l'ancien entraîneur, Paulo Bento. Trois mois plus tard, à la suite d'une altercation avec l'attaquant Liédson, il démissionne de son poste.
Après avoir commencé la saison 2011-2012 en tant qu'entraîneur de l'équipe junior du Sporting, Ricardo Sá Pinto est promu entraîneur de l'équipe principale après le départ de Domingos Paciência à la suite des résultats décevants du club durant l'hiver. Immédiatement, l'équipe se ressaisit, et il l'emmène jusqu'en demi-finales de la Ligue Europa, après avoir notamment éliminé Manchester City. Le plus impressionnant reste son bilan à domicile, avec, au 10 mai 2012, un bilan de 10 victoires en 10 matchs à l'Estádio José Alvalade XXI toutes compétitions confondues, avec dans le lot des victimes, des équipes telles que Manchester City, Benfica ou l'Athletic Bilbao. Positif dans son bilan contre Benfica en tant que joueur dans le sulfureux derby de Lisbonne, Ricardo Sá Pinto permet aux lions de renouer avec le succès face au vieux rival, mettant ainsi un terme à une série de huit matchs consécutifs sans victoire dans le derby.
Le 5 octobre 2012, il est limogé de son poste d'entraîneur du Sporting Portugal, cela fait suite à une contre-performance (3-0) face au club hongrois du Videoton FC en Ligue Europa et à une décevante septième place dans le championnat portugais à l'issue de la cinquième journée. Alors libre de tout contrat, il s'engage en mars 2013 avec l'Étoile rouge de Belgrade, mais après seulement quatre mois à la tête de l'équipe serbe il décide de quitter le club en raison de l’incapacité des dirigeants à réaliser son projet pour le club.
Le 18 octobre 2013, il est nommé entraîneur de l'OFI Crète. Il mène l'équipe à la sixième place du championnat et en demi-finale de la Coupe de Grèce. Il quitte l'OFI Crète à l'issue de la saison et s'engage avec l'Atromitos FC en septembre.
Le 11 juin 2017, alors qu'il lui reste un an de contrat en Grèce, Ricardo Sá Pinto signe au Standard de Liège, en Belgique. Il remporte son premier match (amical) avec les Liégeois 4-0 face au FC Aywaille. Le 11 mars 2018, le Standard et Sá Pinto se qualifient pour les play-offs 1 belges après une victoire 2-3 sur le terrain d'Ostende. Une semaine plus tard les Rouches gagnent la Coupe de Belgique face au Racing Genk (0-1) avec un but marqué au début des prolongations.
Après la dernière journée des PO1, le 20 mai 2018, Ricardo Sá Pinto annonce qu'il rompt son contrat de commun accord avec la direction du Standard de Liège alors qu'il lui restait un an de contrat. Son bilan à la tête du club liégeois est plus qu'honorable, celui-ci ayant remporté la Coupe de Belgique et est qualifié pour le troisième tour de qualification en Ligue des champions.
Le 13 août 2018, Sá Pinto signe un contrat de trois ans dans le club polonais du Legia Varsovie.
Il est limogé du club polonais le 2 avril 2019, à trois journées de la fin du championnat.
Le 3 juillet 2019, il retourne dans son pays et signe un contrat portant sur deux saisons au Sporting Braga.
Avec le club portugais, Sá Pinto réussit à le qualifier pour les 16e de finale de la Ligue Europa en finissant 1er de son groupe. Ce résultat est toutefois insuffisant pour les dirigeants car après 18 matches de championnat, Braga est 8e au classement (18 points sur 54), à 6 points de la 4e place, synonyme de qualification européenne. Ajouté à cette décevante 8e place une élimination en 8e de finale de la Coupe du Portugal, Ricardo Sá Pinto est démis de ses fonctions le 23 décembre 2019, 5 mois après son arrivée.
Le 14 octobre 2020, Ricardo Sá Pinto signe au Brésil, dans le club de CR Vasco da Gama. Le club le remercie le 29 décembre 2020.
Ricardo Sa Pinto ne reste toutefois pas longtemps sans club. Il signe en effet le 20 janvier 2021 un contrat de 2 ans et demi au Gaziantep FK, en Turquie.
Le 10 octobre 2024, le Raja Club Athletic a officiellement présenté Ricardo Sá pinto à l'Académie du club. Dans une déclaration à SNRTnews, le technicien portugais a indiqué que son objectif avec le Raja est de gagner des titres.

## Carrière

### Clubs
| Saison      | Club              | Pays     | Championnat | Championnat | Championnat | Championnat  | Championnat  | Coupe d'Europe | Coupe d'Europe | Coupe d'Europe |
| Saison      | Club              | Pays     | Division    | Matchs      | Buts        | Cartons      | Cartons      | Type           | Matchs         | Buts           |
| ----------- | ----------------- | -------- | ----------- | ----------- | ----------- | ------------ | ------------ | -------------- | -------------- | -------------- |
| Saison      | Club              | Pays     | Division    | Matchs      | Buts        | Carton jaune | Carton rouge | Type           | Matchs         | Buts           |
| 1992 - 1993 | SC Salgueiros     | Portugal | Division 1  | 29          | 6           | ?            | ?            | -              | -              | -              |
| 1993 - 1994 | SC Salgueiros     | Portugal | Division 1  | 28          | 11          | ?            | ?            | -              | -              | -              |
| 1994 - 1995 | Sporting CP       | Portugal | Division 1  | 27          | 5           | ?            | ?            | -              | -              | -              |
| 1995 - 1996 | Sporting CP       | Portugal | Division 1  | 26          | 9           | ?            | ?            | -              | -              | -              |
| 1996 - 1997 | Sporting CP       | Portugal | Division 1  | 24          | 6           | ?            | ?            | -              | -              | -              |
| 1997 - 1998 | Real Sociedad     | Espagne  | Division 1  | 0           | 0           | ?            | ?            | -              | -              | -              |
| 1998 - 1999 | Real Sociedad     | Espagne  | Division 1  | 32          | 4           | ?            | ?            | -              | -              | -              |
| 1999 - 2000 | Real Sociedad     | Espagne  | Division 1  | 34          | 2           | ?            | ?            | -              | -              | -              |
| 2000 - 2001 | Sporting CP       | Portugal | Division 1  | 19          | 2           | ?            | ?            | C1             | 5              | 3              |
| 2001 - 2002 | Sporting CP       | Portugal | Division 1  | 7           | 1           | ?            | ?            | C3             | 3              | 0              |
| 2002 - 2003 | Sporting CP       | Portugal | Division 1  | 13          | 1           | ?            | ?            | ?              | ?              | ?              |
| 2003 - 2004 | Sporting CP       | Portugal | Division 1  | 12          | 3           | ?            | ?            | ?              | ?              | ?              |
| 2004 - 2005 | Sporting CP       | Portugal | Division 1  | 19          | 5           | 2            | 1            | C3             | 9              | 1              |
| 2005 - 2006 | Sporting CP       | Portugal | Division 1  | 27          | 2           | 11           | 2            | C1             | 2              | 0              |
| 2006 - 2007 | Standard de Liège | Belgique | Division 1  | 21          | 2           | ?            | ?            | C3             | 2              | 0              |

### Buts en sélection
| Buts en sélection de Ricardo Sá Pinto | Buts en sélection de Ricardo Sá Pinto | Buts en sélection de Ricardo Sá Pinto  | Buts en sélection de Ricardo Sá Pinto | Buts en sélection de Ricardo Sá Pinto | Buts en sélection de Ricardo Sá Pinto | Buts en sélection de Ricardo Sá Pinto   |
| #                                     | Date                                  | Lieu                                   | Adversaire                            | Score                                 | Résultats                             | Compétitions                            |
| ------------------------------------- | ------------------------------------- | -------------------------------------- | ------------------------------------- | ------------------------------------- | ------------------------------------- | --------------------------------------- |
| 1                                     | 9 juin 1996                           | Hillsborough Stadium, Sheffield        | Danemark                              | 1-1                                   | 1-1                                   | Euro 1996                               |
| 2                                     | 6 septembre 1998                      | Stade Ferenc-Puskás, Budapest          | Hongrie                               | 1-1                                   | 3-1                                   | Éliminatoires Euro 2000                 |
| 3                                     | 6 septembre 1998                      | Stade Ferenc-Puskás, Budapest          | Hongrie                               | 2-1                                   | 3-1                                   | Éliminatoires Euro 2000                 |
| 4                                     | 26 mars 1999                          | Estádio D. Afonso Henriques, Guimarães | Azerbaïdjan                           | 1-0                                   | 7-0                                   | Éliminatoires Euro 2000                 |
| 5                                     | 9 juin 1999                           | Estádio Cidade de Coimbra, Coimbra     | Liechtenstein                         | 1-0                                   | 8-0                                   | Éliminatoires Euro 2000                 |
| 6                                     | 9 juin 1999                           | Estádio Cidade de Coimbra, Coimbra     | Liechtenstein                         | 3-0                                   | 8-0                                   | Éliminatoires Euro 2000                 |
| 7                                     | 23 février 2000                       | Stade du Pays de Charleroi, Charleroi  | Belgique                              | 1-1                                   | 1-1                                   | Match amical                            |
| 8                                     | 2 juin 2000                           | Estádio Municipal de Chaves, Chaves    | Pays de Galles                        | 2-0                                   | 3-0                                   | Match amical                            |
| 9                                     | 3 septembre 2000                      | Stade de Kadriorg, Tallinn             | Estonie                               | 3-0                                   | 3-1                                   | Éliminatoires de la Coupe du monde 2002 |

### Entraineur
| Sporting CP              | 14 février 2012   | 4 octobre 2012 | 30 | 15 | 7  | 8  | 41 | 31 | +10 | 50.0 |
| Étoile rouge de Belgrade | 19 mars 2013      | 19 juin 2013   | 11 | 8  | 0  | 3  | 17 | 9  | +8  | 72.7 |
| OFI Crète                | 16 octobre 2013   | 4 juin 2014    | 34 | 15 | 7  | 12 | 35 | 39 | -4  | 44.1 |
| Atromitos FC             | 24 septembre 2014 | 2015           | 3  | 1  | 1  | 1  | 3  | 3  | 0   | 33.3 |
| Total                    | Total             | Total          | 78 | 39 | 15 | 24 | 96 | 82 | +14 | 50.0 |

### Équipe nationale
- 45 sélections et 9 buts en équipe du Portugal
- Première sélection en équipe du Portugal le 7 septembre 1994 (Irlande du Nord 1 - 2 Portugal)
- Participation à 2 Euros : 1996 (3 matchs) et 2000 (3 matchs)
- Il est exclu durant 9 mois de l'équipe en raison de l'agression de l'entraîneur de l'équipe du Portugal en 1997, Artur Jorge[15].

## Palmarès

### Joueur
- Sporting Portugal
  - Champion du Portugal en 2002
    - Vice-Champion en 1995, 1997 et 2006

  - Vainqueur de la Coupe du Portugal en 1995 et 2002
    - Finaliste en 1996

  - Vainqueur de la Supercoupe du Portugal en 2002 (en)
  - Finaliste de la Coupe UEFA en 2005
- Standard de Liège
  - Finaliste de la Coupe de Belgique en 2007

### Entraîneur
- Sporting Portugal
  - Finaliste de la Coupe du Portugal en 2012

- Standard de Liège
  - Vainqueur de la Coupe de Belgique en 2018
  - Vice-champion de Belgique en 2018

- Esteghlal FC
  - Vainqueur de la Supercoupe d'Iran en  2022 (en)

- APOEL Nicosie
  - Champion de Chypre en 2024